# Высшие женские курсы В. А. Полторацкой
Высшие женские курсы В. А. Полторацкой — высшие женские курсы в Москве (1906—1919).

## История
В 1906 году княгини С. К. Голицына и В. А. Полторацкая основали двухгодичные общественно-юридические курсы. Они существовали только один год, поскольку учредительницы решили преобразовать их в чисто юридические курсы, преподавание которых предполагалось вести по программам юридических факультетов российских университетов. Разрешение на открытие Высших женских юридических курсов было дано министерством народного просвещения весной 1907 года, 17 апреля попечителем Московского учебного округа были утверждены «Правила» курсов и осенью был открыт 1-й курс. Курс занятий составлял четыре года.
В 1908/ 1909 академич. году княгиня С. К. Голицына отказалась от своих учредительских прав, полностью передав их Полторацкой.
В 1910 году Полторацкой были учреждены Высшие женские историко-филологические курсы. «Правила» новых курсов были утверждены попечителем Московского учебного округа 21 октября 1910 года.
Первоначально лица, окончившие курсы не получали никаких прав. Только в начале 1914 года курсы Полторацкой «были подведены министром народного просвещения под действие закона 19-го декабря 1911 г. „Об испытаниях лиц женского пола в знании курса высших учебных заведений и о порядке приобретения ими учёных степеней и звания учительницы средних учебных заведений“», по которому дипломы женских курсов приравнивались к университетским дипломам.
Количество слушательниц не превышало 300 человек. К концу 1914/15 академического года на юридических курсах числилось всего 233 слушательницы, из которых 110 — на первом курсе.
После революции 1917 года курсы были закрыты, как и все частные учебные заведения. Помещение курсов в 1922 году было передано этнолого-лингвистическому отделению факультета общественных наук Московского университета.

## Преподаватели
Хотя на курсах лекции читали видные профессора Московского университета, преподавательский состав их был слабее чем на курсах Герье.
В 1909 году на курсах стал читать лекции по педагогике, её истории и педагогической психологии М. М. Рубинштейн. С 1910 года на курсах преподавал Д. Н. Ушаков.